# Говеђе Поље
Говеђе Поље је насељено место у општини Дежановац, у западној Славонији, Република Хрватска.

## Историја
До територијалне реорганизације у Хрватској насеље се налазило у саставу бивше велике општине Дарувар.

## Становништво
На попису становништва 2011. године, Говеђе Поље је имало 100 становника.
| Националност       | 1991.        | 1981.        | 1971.        | 1961.        |
| Срби               | 134 (66,33%) | 164 (68,04%) | 234 (70,90%) | 279 (69,75%) |
| Хрвати             | 10 (4,95%)   | 9 (3,73%)    | 8 (2,42%)    | 4 (1,00%)    |
| Југословени        | 2 (0,99%)    | 27 (11,20%)  | 1 (0,30%)    | 0            |
| остали и непознато | 56 (27,72%)  | 41 (17,01%)  | 87 (26,36%)  | 117 (29,25%) |
| Укупно             | 202          | 241          | 330          | 400          |

## Попис 1991.
На попису становништва 1991. године, насељено место Говеђе Поље је имало 202 становника, следећег националног састава:
| Попис 1991.‍ | Попис 1991.‍ | Попис 1991.‍ | Попис 1991.‍ | Попис 1991.‍ |
| ----------- | ----------- | ----------- | ----------- | ----------- |
|             |             |             |             |             |
| Срби        | Срби        |             | 134         | 66,33%      |
| Мађари      | Мађари      |             | 33          | 16,33%      |
| Хрвати      | Хрвати      |             | 10          | 4,95%       |
| Југословени | Југословени |             | 2           | 0,99%       |
| Чеси        | Чеси        |             | 2           | 0,99%       |
| непознато   | непознато   |             | 21          | 10,39%      |
| укупно: 202 |             |             |             |             |

## Аустроугарскипопис 1910.
На попису 1910. године насеље Говеђе Поље је имало 534 становника, следећег националног састава:
- укупно: 534
- Мађари — 280 (52,43%)
- Срби — 230 (43,07%)
- Хрвати — 21 (3,93%)
- Немци — 2 (0,37%)
- остали — 1 (0,18%)